# Marc Digruber
Marc Digruber, född 29 april 1988 i Mitterbach am Erlaufsee, är en österrikisk utförsåkare som representerar Sportunion Mitterbach.
Digruber tävlar i slalom, storslalom och alpin kombination och tillhör det österrikiska A-landslaget. Hans främsta internationella meriter är en andraplats i slalomcupen i europacupen 2017. Hans främsta världscupresultat är en 4:e plats i slalom i Val-d'Isère i december 2016. Marc Digruber debuterade i världscupen i Levi november 2010.